# Bugarska državna samouprava u Mađarskoj
Bugarska državna samouprava (mađ. Országos Bolgár Önkormányzat) odnosno Zemaljska samouprava Bugara je samouprava koju narod Bugara u Mađarskoj ima u skladu s zakonima Republike Mađarske.

## Povijest
Mađarski parlament je donio Zakon o pravima nacionalnih i etničkih manjina u Republici Mađarskoj, u kojem je predvidio ustavno pravo manjinama osnivati lokalne i manjinske samouprave. Uslijedili su lokalni izbori u Mađarskoj 1994., čime su sve manjine došle prvi put u povijesti u prigodu odlučiti žele li se same organizirati i odrediti kako će se postaviti na političkoj pozornici Republike Mađarske. Manjine su iskoristile tu zakonsku mogućnost.

## Jedinice po županijama
2001. je u Mađarskoj djelovalo 37 jedinica romske manjinske samouprave.